# Пругло Дмитро Миколайович

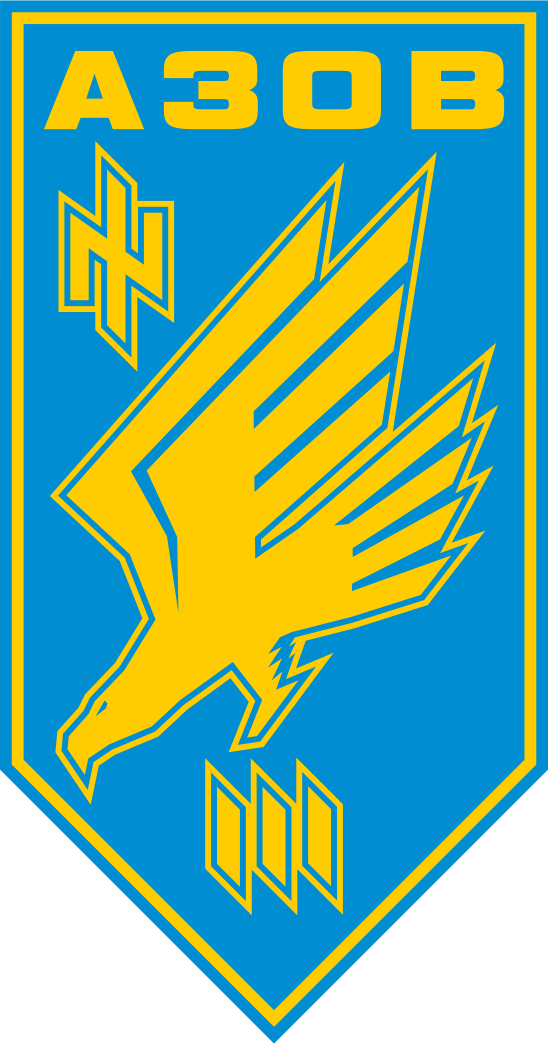
шеврон ІІІ сотні (роти) полку «Азов», розроблений за участю Дмитра Пругла

Дмитро Миколайович Пругло (нар. 27 грудня 1990, Полтава — пом. 7 червня 2019, Світлодарська дуга) — український військовик, старший лейтенант полку «Азов», Національної гвардії України. Відомий також під позивним «Круглий».

## Життєпис
Народився у Полтаві в українській родині. Навчався в Харківському національному університеті внутрішніх справ.
З відкриттям мобілізаційного центру полку «Азов» у Полтаві зголосився добровольцем і вже восени 2014 року відправився у Приазов'я.
У лютому 2015 року у складі 3-ї сотні (роти) піхотного батальйону полку «Азов» брав участь у Широкинській операції. З того часу виконував обов'язки заступника командира сотні (роти) по роботі з особовим складом. Брав участь у розробці емблеми свого підрозділу.
У листопаді-грудні 2017 року успішно пройшов навчальний курс у Хорунжій школі ім. п/п-ка М.Сціборського. Був затверджений сотенним хорунжим (неформальна назва посади в полку «Азов» для офіцерів по роботи з особовим складом)
З січня 2019 року разом зі своїм підрозділом постійно перебував на передовій в районі Світлодарської дуги.

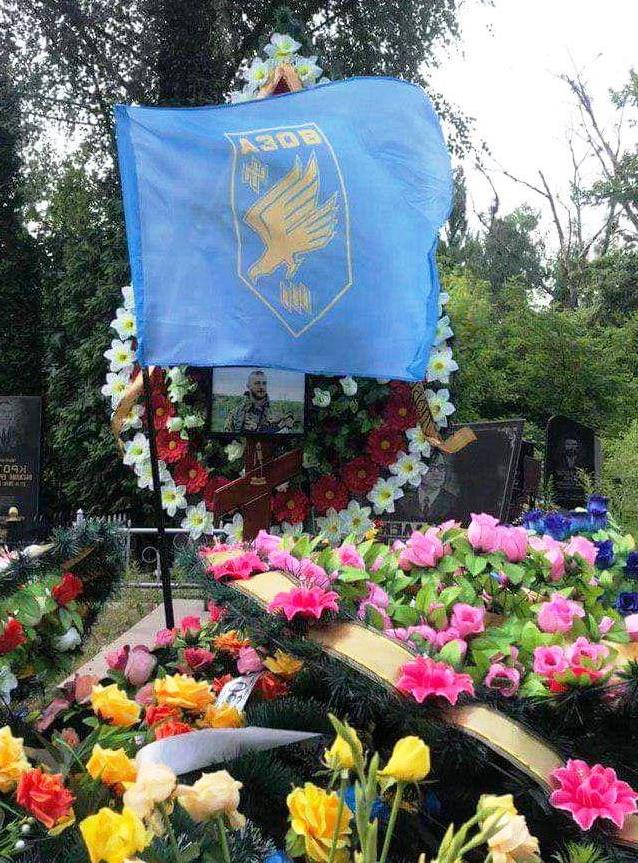
Прапор ІІІ сотні полку «Азов» на могилі Дмитра Пругла

## Обставини загибелі
Загинув 7 червня 2019 року внаслідок потужного обстрілу (із застосуванням ствольної артилерії 122 мм та мінометів 120 мм) позицій полку «Азов» на Світлодарській дузі. Тоді ж смертельних поранень зазнав сержант Олексюк Максим Вікторович
Похований 11 червня 2019 року на Алеї Героїв в Полтаві

## Нагороди та вшанування
- Указом Президента України № 469/2019 від 27 червня 2019 року за «особисту мужність і самовіддані дії, виявлені у захисті державного суверенітету та територіальної цілісності України» — нагороджений орденом «За мужність» III ступеня (посмертно)[5]
- У місті Полтава вулицю Станіславського перейменували на вулицю Дмитра Пругла.